# FlixMix
A FlixMix egyszemélyes, elektronikus puzzle táblás játék. Szabályai megegyeznek a klasszikus puzzle játékkal, csak nem álló, hanem mozgó képkockákból kell kirakni egy mozgóképet, a megadott időn belül. A játékban kilenc animáció található.

## Nézet
2×2-től 10×10-es tábláig tetszőlegesen választható.

## Játékmódok

### Alap
A rács körül található. Ebbe kell belehelyezni – helyes sorrendben – az animációdarabokat.

### Pontszerző
Ugyanaz mint az alap, csak néhány mezőbe számok vannak írva. Ha erre ráhelyezzük a megfelelő mozgó képkockát, azt a pontot megkapjuk.

### Cserélő
A mozgó képkockák összevissza vannak elhelyezve a rácsokba. Ezeket kell kettesével cserélgetni, és így kirakni az animációt.